# Нова Гутиська
Нова́ Гутиська — село в Україні, у Плужненській сільській громаді Шепетівського району Хмельницької області. Населення становить 75 осіб.

## Історія
У 1906 році село Перерославської волості Острозького повіту Волинської губернії. Відстань від повітового міста 24 верст, від волості 6. Дворів 10, мешканців 106.